# Toldo Costantini

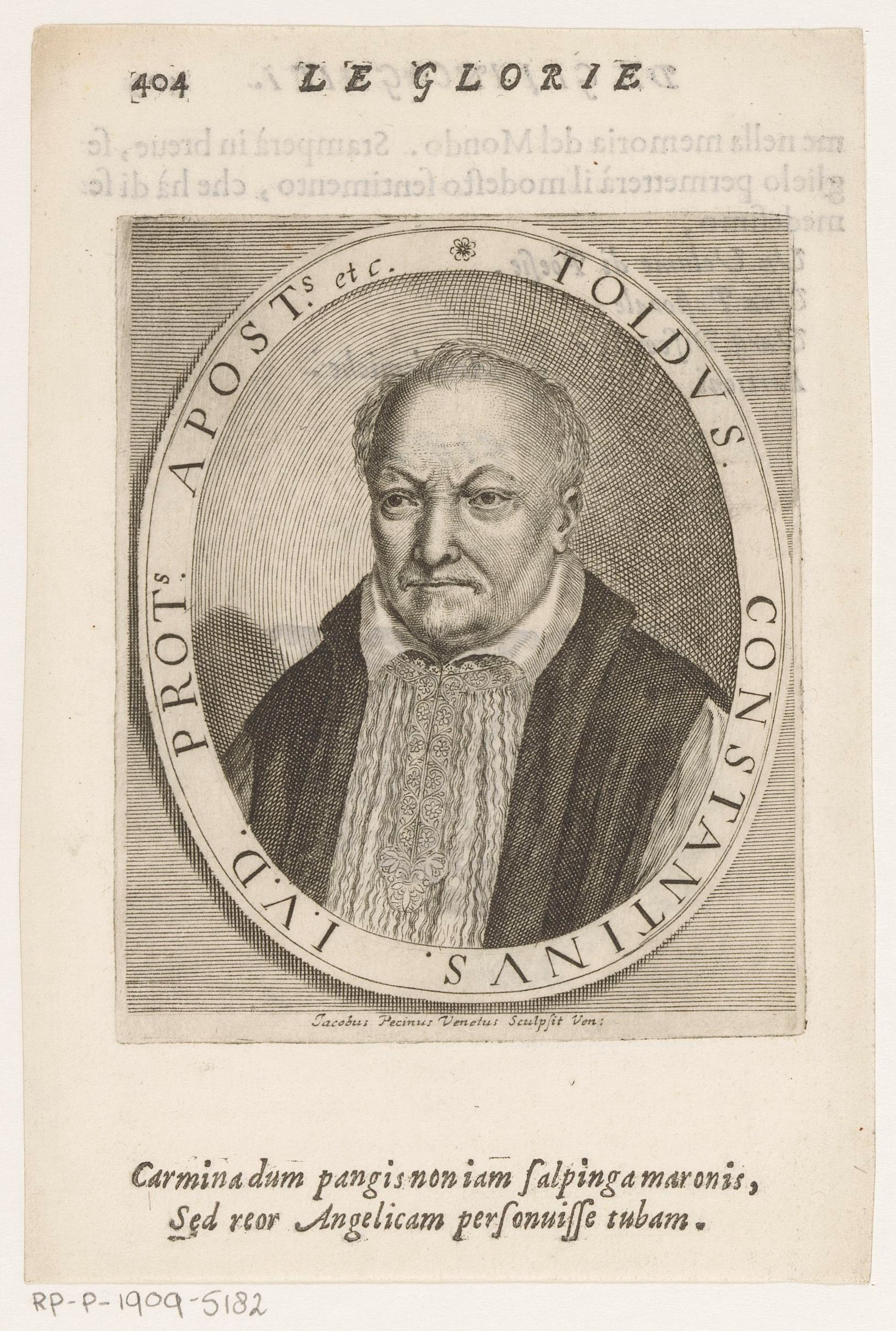
Toldo Costantini nel 1647

Toldo Costantini (Serravalle, 1576 – dopo il 1648) è stato un poeta italiano.

## Biografia
Proveniva da un'illustre famiglia, nota per aver mantenuto i castelli di Pieve di Cadore e Podestagno fedeli alla Serenissima nel corso della guerra della Lega di Cambrai.
Studiò giurisprudenza all'università di Padova, pur dedicandosi nel frattempo alla poesia. Giovanissimo, cantò il matrimonio di Isabella Minucci e, alla sua prematura scomparsa, ne compose l'elogio. Poco dopo stese un poemetto pastorale, La metamorfosi della Brenta e del Bacchiglione, pubblicato a Ferrara nel 1612; notevole fu, in questo caso, l'influenza di Torquato Tasso.
Intrapresa la carriera ecclesiastica, fu vicario generale della diocesi di Treviso essendo vescovi Vincenzo Giustiniani e Silvestro Morosini. In seguito venne costretto a lasciare la Repubblica di Venezia e a trasferirsi a Roma per dei contrasti che lo opposero al foro secolare. Di questa vicenda non si sa altro, certamente va inquadrata nell'ambito dei difficili rapporti tra lo Stato Pontificio e Venezia (erano gli anni dell'interdetto e di Paolo Sarpi).
Fu vicario a Tuscolo, Porto, Ostia e, infine, a Velletri; qui rinnovò l'accademia locale, rinominandola dei Riaccesi.
Colpito da una grave malattia, dovette abbandonare la carriera ecclesiastica e, tornato in patria, si ritirò in una villa a Tarzo. Iniziò qui la sua opera più rilevante, il poema Giudicio estremo, rivolgendosi ad Angelico Aprosio per la correzione dell'opera. Nel 1640 ebbe il rettorato del Collegio dei Nobili di Padova, ma l'istituzione venne chiusa nel 1642, allorché il Costantini si trasferì presso il fratello Severino, noto avvocato.